# Treviño
Treviño (Baskisch: Trebiñu) is een plaats in Spanje met ongeveer 200 inwoners. Treviño ligt in de gemeente Condado de Treviño (Baskisch: Trebiñuko Konderria; letterlijk: Graafschap van Treviño), die tot de provincie Burgos en de regio Castilië en León behoort.